# Locomotiva FS 876
Le locomotive gruppo 876 delle Ferrovie dello Stato italiane erano locotender a vapore, di rodiggio 1-3-0, di costruzione austriaca, incorporate nel parco rotabili FS in conto risarcimenti di guerra della prima guerra mondiale.

## Storia
Le locomotive assegnate all'Italia in numero di 5 unità provenivano dal parco rotabili delle Ferrovie statali imperial-regie dell'Austria ove erano incluse nel gruppo kkStB 99; tali unità erano state costruite tutte dalla fabbrica Krauss di Linz tra il 1899 e il 1906 eccetto la 002 che proveniva dalla fabbrica di locomotive Floridsdorf. Svolsero servizio passeggeri locale limitato alle linee del nord est della penisola e vennero demolite tra 1931 e 1935.

## Caratteristiche
Le locomotive erano a 2 cilindri a doppia espansione, a tre assi motori accoppiati e ruota di guida portante anteriore. Le casse d'acqua erano poste a fianco della caldaia della locomotiva quasi per tutta la sua lunghezza e fornivano una buona scorta per il servizio. La velocità era piuttosto modesta, 50 km/h ma sufficiente al servizio su linee secondarie. La potenza della macchina era di circa 300 CV.

## Corrispondenza locomotive ex kkStB e numerazione FS[3]
| Numero e gruppo FS | numero e gruppo kkStB | fabbrica    | anno di fabbricazione | demolizione o alienazione |
| ------------------ | --------------------- | ----------- | --------------------- | ------------------------- |
| 876.001            | 99.22                 | Krauss      | 1899                  | 1935                      |
| 876.002            | 99.04                 | Floridsdorf | 1897                  | 1934                      |
| 876.003            | 99.28                 | Krauss      | 1899                  | 1933                      |
| 876.004            | 99.36                 | Krauss      | 1900                  | 1933                      |
| 876.005            | 99.62                 | Krauss      | 1906                  | 1931                      |